# 阮玉嘉靜
金香公主阮玉嘉靜（越南语：／；1831年7月8日—1860年6月6日），越南阮朝明命帝第三十八女，生母才人杜氏岡。

## 生平
明命十二年五月二十九日（1831年7月8日），阮玉嘉靜在順化皇城出生。嗣德四年（1851年），公主20歲，下嫁掌衞黎順靜之子黎順理。嗣德十三年四月十七日（1860年6月6日），嘉靜去世，享年三十歲。嗣德帝追贈為金香公主，諡柔則。葬於承天府香水縣居正總楊春下社。
金香公主無嗣。